# László Sepsi
László Sepsi (n. 7 iunie 1986, Luduș, România) este un fotbalist român retras din activitate, care a jucat pe post de fundaș lateral la echipe ca ASA Târgu Mureș, Nürnberg și 1. FC Nürnberg II⁠(d). Pe plan internațional, are prezențe la națională pentru România Sub-21 și România. A jucat în echipa națională a României. A fost transferat de la Gloria Bistrița la clubul SL Benfica pentru suma de 2,5 milioane de euro. În 2010 a revenit în România, fiind cumpărat de Politehnica Timișoara.

## Statistici
| Club               | Sezon              | Campionat | Campionat | Cupă    | Cupă   | Cupa Ligii | Cupa Ligii | Europa  | Europa | Total   | Total  |
| Club               | Sezon              | Meciuri   | Goluri    | Meciuri | Goluri | Meciuri    | Goluri     | Meciuri | Goluri | Meciuri | Goluri |
| ------------------ | ------------------ | --------- | --------- | ------- | ------ | ---------- | ---------- | ------- | ------ | ------- | ------ |
| Gaz Metan          | 2004–05            | 24        | 1         | *       | *      | 0          | 0          | 0       | 0      | 24      | 1      |
| Total (România)    | Total (România)    | 24        | 1         | *       | *      | 0          | 0          | 0       | 0      | 24      | 1      |
| Stade Rennes       | 2005–06            | 0         | 0         | 2       | 0      | 0          | 0          | 1       | 0      | 3       | 0      |
| Total (Franța)     | Total (Franța)     | 0         | 0         | 2       | 0      | 0          | 0          | 1       | 0      | 3       | 0      |
| Gloria Bistrița    | 2006–07            | 26        | 0         | *       | *      | 0          | 0          | 0       | 0      | 26      | 0      |
| Gloria Bistrița    | 2007–08            | 19        | 0         | *       | *      | 0          | 0          | 5       | 0      | 24      | 0      |
| Total (România)    | Total (România)    | 45        | 0         | *       | *      | 0          | 0          | 5       | 0      | 50      | 0      |
| SL Benfica         | 2007–08            | 7         | 0         | 0       | 0      | 0          | 0          | 3       | 0      | 10      | 0      |
| Total (Portugalia) | Total (Portugalia) | 7         | 0         | 0       | 0      | 0          | 0          | 3       | 0      | 10      | 0      |
| Racing Santander   | 2008–09            | 19        | 0         | 3       | 0      | 0          | 0          | 4       | 0      | 26      | 0      |
| Racing Santander   | 2009–10            | 5         | 0         | 2       | 0      | 0          | 0          | 0       | 0      | 7       | 0      |
| Total (Spania)     | Total (Spania)     | 24        | 0         | 5       | 0      | 0          | 0          | 4       | 0      | 33      | 0      |
| ACS Poli Timișoara | 2009–10            | 17        | 0         | 0       | 0      | 0          | 0          | 0       | 0      | 17      | 0      |
| ACS Poli Timișoara | 2010–11            | 28        | 0         | 2       | 0      | 0          | 0          | 3       | 0      | 33      | 0      |
| ACS Poli Timișoara | 2011–12            | 11        | 1         | 3       | 0      | 0          | 0          | 0       | 0      | 14      | 1      |
| Total (România)    | Total (România)    | 56        | 1         | 5       | 0      | 0          | 0          | 3       | 0      | 64      | 1      |
| ASA Târgu Mureș    | 2011–12            | 14        | 0         | 0       | 0      | 0          | 0          | 0       | 0      | 14      | 0      |
| Total (România)    | Total (România)    | 14        | 0         | 0       | 0      | 0          | 0          | 0       | 0      | 14      | 0      |
| CFR Cluj           | 2012–13            | 18        | 0         | 3       | 0      | 0          | 0          | 6       | 0      | 27      | 0      |
| CFR Cluj           | 2013–14            | 5         | 0         | 1       | 0      | 0          | 0          | 0       | 0      | 6       | 0      |
| Total (Romania)    | Total (Romania)    | 23        | 0         | 4       | 0      | 0          | 0          | 6       | 0      | 33      | 0      |
| ASA Târgu Mureș    | 2013–14            | 10        | 0         | 0       | 0      | 0          | 0          | 0       | 0      | 10      | 0      |
| Total (România)    | Total (România)    | 10        | 0         | 0       | 0      | 0          | 0          | 0       | 0      | 10      | 0      |
| Total Carieră      | Total Carieră      | 203       | 2         | 16      | 0      | 0          | 0          | 22      | 0      | 241     | 2      |

## Legături externe
- Profilul lui László Sepsi pe Soccerway
- Statistici RomanianSoccer
- Profil Stade Rennais fr
- Profil UEFA.com
- Stats and profile at Zerozero[nefuncțională]
- BDFutbol profile
- László Sepsi pe site-ul National-Football-Teams.com